# Daedalia Planum
Daedalia Planum é uma planície em Marte localizada a sul do Arsia Mons, a 21.8 N e 232.0 E, e aparenta ser uma planície sem variações no relevo com muitos fluxos de lava e pequenas crateras. Imagens modernas sugerem que esta região pode ser chamada mais acuradamente de um "fluctus" do que de um "planum".
Há evidência de que uma antiga bacia de impacto medindo 4500 km em diâmetro formada no período Noachiano pode estar centrada em Daedalia Planum.